# Dead Cells
Dead Cells es un videojuego híbrido entre el género de exploración de mazmorras o roguelite, y metroidvania, creando su propio género, “roguevania”, desarrollado por el estudio Motion Twin. El juego fue lanzado para PC, Mac, Linux, Playstation 4, Nintendo Switch y Xbox One, siendo lanzado en la plataforma de Steam el 6 de agosto de 2018, bajo la categoría de juego de acción e indie.  
En el juego asumes el papel de un cúmulo de células que se apoderan de un cuerpo en descomposición, con el cual explora un castillo que constantemente se expande y cambia, el jugador puede hacer uso de distintas armas que se encuentran repartidas a lo largo del sitio, cada una con habilidades y estadísticas diferentes, diversas habilidades permanentes desbloqueables que permiten acceder a desafíos o recompensas nuevas, así como varios jefes y zonas.

## Jugabilidad
Descrito como un roguevania, el juego bebe del género roguelite en cuanto a la creación de mundos o mazmorras con algoritmos preprogramados y la muerte permanente del personaje, a su vez que del género metroidvania toma sus mecánicas y estilo visual. Cuando se comienza una nueva partida, se observa un grupo de células tomando el cadáver de un prisionero, el cual cobra vida y abre su camino a través de hordas de zombis y demás seres no-muertos, a lo largo de salas generadas aleatoriamente en un estilo plataformero 2D con un arte pixelado. 
Cuando el personaje elimina enemigos, estos pueden generar de forma aleatoria células (con la apariencia de esferas azules), las cuales son utilizadas al finalizar cada sala para mejorar su equipo de forma permanente, con el inconveniente de que al morir a lo largo de una de estas salas el jugador perderá todas las células acumuladas que no haya gastado, y comenzará desde el inicio. Los enemigos responden de distintas formas a la presencia del jugador, algunos no son capaces de atacarte hasta que entras en su rango de visión, mientras que otros son capaces de lanzar proyectiles a través de paredes, por lo cual el jugador debe comprender los patrones de movimiento de estos y reaccionar en consecuencia.

## Trama

### Premisa
La historia del juego ronda sobre un rey de una prisión, el cual al hacer experimentos acabó vertiendo una maldición sobre la isla donde se ubicaba esta, por lo cual la isla cobra vida y los distintos seres que habitaban la isla toman formas terroríficas, del cual el protagonista, llamado solamente como “Prisionero” es víctima y está condenado a resucitar eternamente, sirviendo como justificación de la jugabilidad a la vez que elemento de la historia. Esta se encuentra de cierto modo oculta y es tarea del jugador descubrir las pistas que el juego deja en determinadas ocasiones e hilarlas por su cuenta, aunque la finalidad de este juego no es atrapar por su historia, por lo que los desarrolladores del propio tienden a hacer bromas sobre esto dentro del juego.

### Historia
El Prisionero despierta en las profundidades de la prisión de la isla, sufriendo amnesia. Un soldado se encuentra con el Prisionero y le dice que ya no puede morir. El Prisionero intenta escapar de la prisión, pero su cabeza es obligada a volver a las profundidades en cuanto su cuerpo es destruido. Entre los sucesivos intentos de fuga, el Prisionero se entera de que la isla fue una vez un poderoso reino que cayó cuando una plaga conocida como "El Malestar" transformó a la mayoría de los ciudadanos del reino en monstruos mutantes.
Tras escapar de la Prisión, el Prisionero decide matar al Rey de la isla, creyendo que su muerte hará que algo "cambie" en la isla. Al salir de los Cuarteles, el Prisionero se encuentra con el Coleccionista, una figura encapuchada que intercambia Células a cambio de objetos y armamento. Después de luchar por los lugares infectados de malaria de la isla, el Prisionero llega a la sala del trono del Rey y consigue matar al monarca comatoso. Sin embargo, el cadáver del Rey explota violentamente en el proceso, destruyendo el cuerpo anfitrión del Prisionero. La cabeza del Prisionero se arrastra desde los fragmentos en llamas del trono destruido, por donde sale de la sala del trono a través del desagüe de una fuente. El desagüe conduce a los aposentos de los prisioneros, donde el prisionero resucitado reflexiona sobre las consecuencias de la muerte del rey.

## Desarrollo
Originalmente el juego sería de la categoría de “defensa de castillos” para su sitio web Twinoid, pero en 2015 anunciaron que dejarían a su comunidad de lado y se lanzarían a Steam, así como que el juego combinaría etapas para la construcción y para acción sobre plataformas, aunque según comenta Steve Filby, el gerente de marketing y la cabeza del estudio Motion Twin durante un fin de semana en el cual se ausentó del estudio, los desarrolladores tiraron totalmente la idea de “defensa de castillos”, cambiándolo por un estilo “metroidvania”, lo cual lo tomó por sorpresa. 
Después de estudiar a la competencia el estudio decidió que debía enfocarse en el combate, movimiento, y el balanceo de los objetos del juego, para poder destacar entre la competencia.
A partir de este punto, según menciona, para la publicidad tomaron 3 rumbos diferentes: Uno para los “influencers” y “streamers”, otro para la prensa y otro para los eventos. Con base en esta estrategia, los desarrolladores regalaron llaves para streamers quienes tuvieron acceso al juego en su fase de desarrollo, a su vez que el juego permitía una interacción con los espectadores, agregándole mucho al juego.

## Recepción
Hasta hace medio año, el juego reportaba ventas de 730,000 copias en su early access desde su lanzamiento en mayo de 2017.